# مؤشر أسعار المستهلك

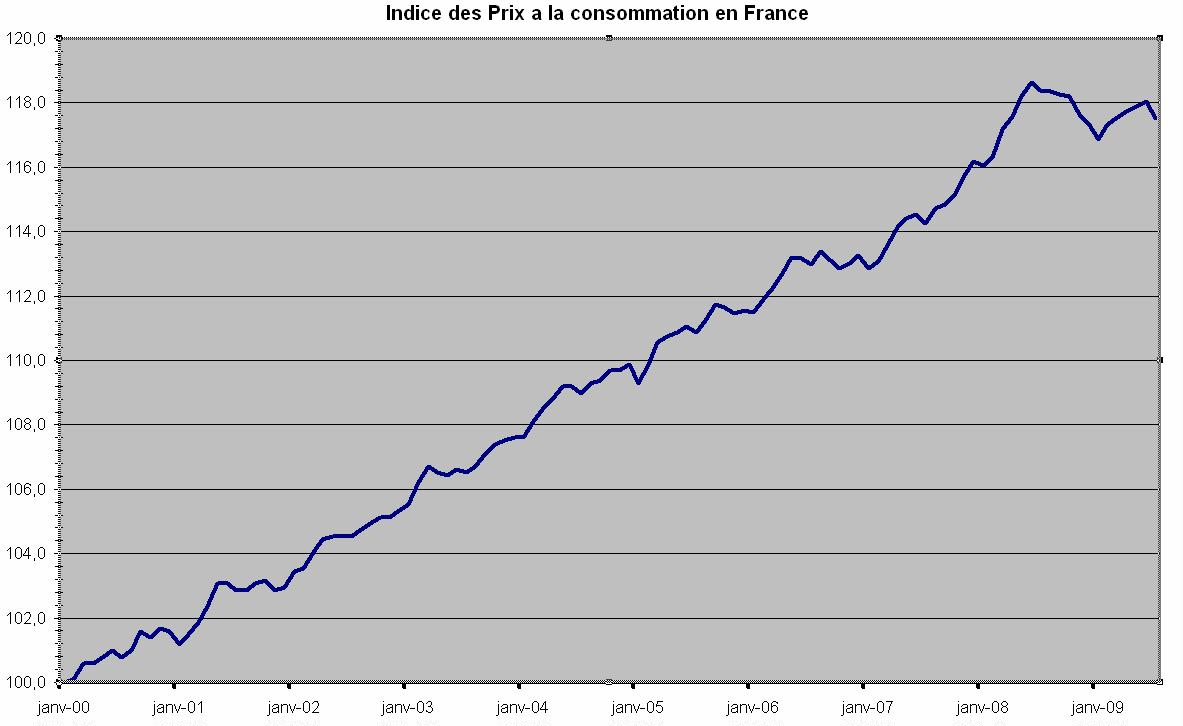

مؤشر أسعار المستهلك (بالإنجليزية: Consumer price index، اختصاراً CPI)‏ هو مقدار التغير الشهري للأسعار لسلة محددة من البضائع الاستهلاكية والتي تشمل الغذاء والملبس والنقل. تتفاوت البلاد في توجهاتها نحو الإيجارات والرهانات.
يعتبر مؤشر سعر المستهلك (CPI)، المؤشر الرئيسي للتضخم، أو معدل التغير في الأسعار في بلد معين. تبين تقارير مؤشر سعر المستهلك (CPI) التغير في المؤشر الذي يقيس مجموع سعر سلة محددة من المنتجات والخدمات التي يشتريها الجمهور عادة. ويسمى مؤشر سعر المستهلك أيضاً مؤشر تكاليف المعيشة.